# 바로크 회화
바로크 회화는 유럽에서 1600년부터 1750년 사이에 유행한 바로크와 관련된 회화이다. 바로크는 포르투갈어로 '비뚤어진 진주'라는 뜻으로, 르네상스의 단정하고 우아한 고전양식에 비하여 장식이 지나치고 과장된 건축과 조각에 대한 경멸의 뜻으로 사용되었으나, 지금은 르네상스에 대립하는 개념으로 팽창하는 17세기 유럽의 시대정신과 발 맞추어 외향적이고 격동적이며 회화에서는 격렬한 명암대비와 풍요로운 경향이 보였다.
바로크 회화의 창시자로는 17세기 초 이탈리아의 카라바조가 있었고 그의 영향은 곧 에스파냐와 북유럽으로 퍼져 그 추종자를 '카라바제스키'라 불렀다. 특히 루벤스, 렘브란트를 낳은 플랑드르와 네덜란드는 바로크의 중심지가 되었으며, 에스파냐에서는 벨라스케스, 수르바란 등이 활동하였다. 프랑스에서는 니콜라 푸생 같은 작가가 있었으나 오히려 르네상스적인 '루이 14세 양식'이 성행하였다.

## 이탈리아
16세기의 마니에리슴에 있어서 지적인 편중은 복잡한 우의(寓意)를 즐겨 쓰기도 하여 그의 호기심과 유희성은 환상적이기도 하고 에로틱하기도 한 작품을 만들어 세련된 유미주의(唯美主義)에 의해 귀족과 일부 지식계급의 주목을 끌었으나 이에 비해 17세기의 이탈리아 회화는 카라바조의 사실주의와 카라치의 아카데미즘을 두개의 축(軸)으로 하여 출발하나 이 양자가 모두 현실성과 감각성의 많고 적음의 여하로 마니에리슴 회화와 구분되고 있다.
특히 종교화에 있어서는 반종교 개혁시대의 카톨릭 체제를 정비하는 트리엔트 공회의의 결정에 따라서 의문나는 전설이나 출처 불명의 주제를 배제하였다. 마리아 숭배, 성 베드로 숭배, 새로운 성인(聖人)이나 순교자 숭배 등이 즐겨 묘사되고 있는 것이나 주제는 단순·명확해지고, 또한 종종 격렬한 감정표현을 그려내고 있다. 묘사법상으로 보아도 화면의 세부까지 균등한 강도로 그리는 것이 아니고, 주제의 명확을 위해 세부는 생략되는 수가 있다. 한편 비종교화, 특히 궁전의 장식화 등속은 르네상스 이래의 고전신화가 역시 제재)로 환영을 받으나, 거기에는 강한 현실감이 있어, 그 화려함은 왕후(王侯)들의 권세의 표현으로서도 필요한 것이었다.
르네상스 이래, 고전 고대의 그리스 로마라기보다는 순수한 그리스 미술을 모르기 때문에 특히 로마미술을 미의 이상으로 하여, 사실이 전제가 되면서도 자연으로부터 아름다운 형체를 선택하여 이상미를 창출하는 것이 중세적인 교양있는 화가의 할 일이라고 생각되었다. 볼로냐파(波)뿐만 아니라, 모든 예술론의 주장도 그러하였기 때문에, 노골적인 사실보다는 이상미에 치우치기 쉬운 화가도 적지 않았다. 이 시대의 고전주의가 그것에 해당된다. 이상미는 또 틀에 박힌 것이 되기 쉬워, 여기에서부터 생기가 없는 아카데미즘이 퍼져간다.

## 플랑드르
17세기 초엽 네덜란드가 독립한 이후의 회화도 플랑드르와 네덜란드는 전혀 별도의 방향으로 향하게 된다. 여전히 에스파냐의 속령(屬領)으로 궁정과 교회가 지배적인 권력을 잡고 있던 플랑드르에 있어서는 대규모의 화면에 호화스러운 감각적 세계가 격동하는, 이른바 바로크 양식을 가지고 표현하는 루벤스에게 매우 적합한 것이었다. 그의 출현은 마니에리슴이 지배적이었던 그 이전의 플랑드르 화단에 있어서 종래의 방향을 일변하였을 뿐만 아니라 그 후의 방향에도 결정적인 영향을 주었다. 그와 견줄 수 있는 사람은 겨우 반 다이크뿐일 것이다. 그러한 그도 한번은 루벤스의 아틀리에에서 일한 적이 있었다. 루벤스의 양식을 계승하여 플랑드르의 세속적인 생활을 그린 요르단스와 풍경화가 프랑스 스나이델스, 피터 브뤼겔의 아들인 정물화가 얀 브뤼겔 등도 그의 아틀리에에서 성장한 화가였다. 루벤스의 영향권 밖에 있었던 오직 한 사람으로 주목할 만한 작가는 작은 화면 속에 농민생활의 어두운 측면을 그려간 아드리앙 브라우웰이다.
18세기가 되어도 루벤스의 영향은 농후하였으며 이탈리아에 가서 고대 로마를 배웠던 앙드레 코르네유 랭스에 이르러 처음으로 도래할 고전주의가 이곳에서 나타나지만 그것도 예외이며 18세기 이후는 다른 곳에서 볼 수 있는 것처럼 독창적인 화가는 나오지 않았다.

## 갤러리

성 마태오의 소명, (1599–1600), 미켈란젤로 메리시 다 카라바조
야경, 렘브란트

## 같이 보기
- 서양화
- 에른스트 곰브리치
- 하인리히 뵐플린

## 참고 문헌
- 이 문서에는 다음커뮤니케이션(현 카카오)에서 GFDL 또는 CC-SA 라이선스로 배포한 글로벌 세계대백과사전의 "바로크 회화" 항목을 기초로 작성된 글이 포함되어 있습니다.
- 이 문서에는 다음커뮤니케이션(현 카카오)에서 GFDL 또는 CC-SA 라이선스로 배포한 글로벌 세계대백과사전의 "17∼18세기의 플랑드르 미술" 항목을 기초로 작성된 글이 포함되어 있습니다.